# ناحیه تروپویه
استان تروپویه (به آلبانیایی: Rrethi i Tropojës) نام یکی از استان‌های سی‌وشش‌گانه و در شمال کشور آلبانی قرار دارد.
این استان با کوزوو و مونته‌نگرو مرز دارد.
مرکز این استان بایرام کوری نام دارد.
مساحت این استان ۱۰۴۳ کیلومتر مربع و جمعیت آن ۳۳۰۰۰ نفر است.

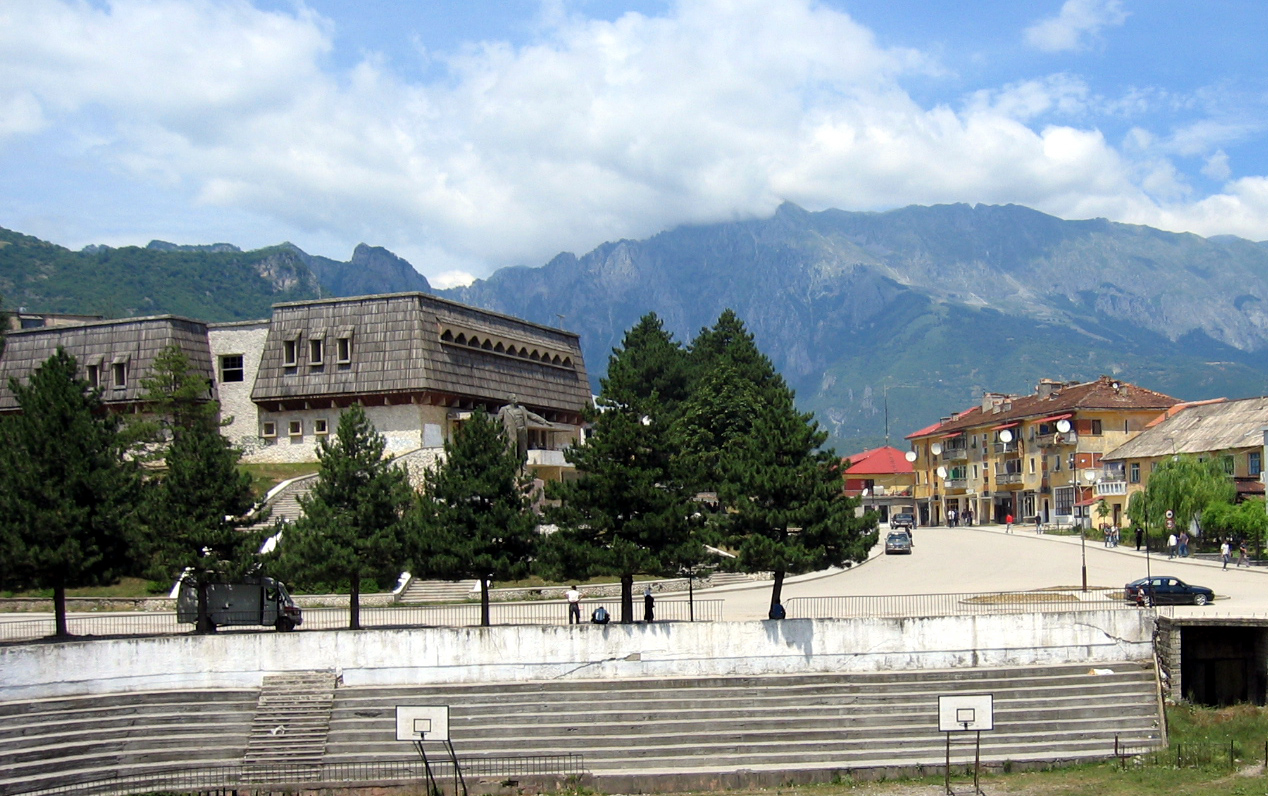